# Massacre da prisão de Olenivka
No dia 29 de julho de 2022, durante a invasão da Ucrânia pela Rússia, um prédio que abrigava prisioneiros de guerra ucranianos em uma prisão operada pela Rússia em Molodizhne, vilarejo próximo à cidade de Olenivka, Oblast de Donetsk, foi destruído. O evento levou à morte de algo entre 53 e 62 ucranianos, com até 130 sendo feridos. A maioria dos prisioneiros massacrados eram da Siderúrgica Azovstal, o último bastião ucraniano durante o Cerco de Mariupol.
O Estado-Maior das Forças Armadas Ucranianas acusaram as Forças Armadas da Rússia de explodirem o alojamento para tentar esconder as torturas e assassinatos que vinham sendo perpetrados na prisão, com os ucranianos mostrando o que alegaram ser imagens aéreas de covas cavadas com antecedência perto do centro de retenção. Os russos sugeriram que os próprios ucranianos cometeram o massacre se utilizando de um foguete disparado de um M142 HIMARS. Investigações independentes, contudo, bem como imagens de satélite, refutaram a versão dos eventos propagada pelos russos, tendo em vista que seria impossível um foguete de um HIMARS causar dano semelhante ao prédio.
Em 3 de agosto do mesmo ano, o secretário-geral da ONU, António Guterres, anunciou que seria instalada uma missão em conjunto com o Comitê Internacional da Cruz Vermelha para averiguar o que de fato ocorreu. A Rússia, contudo, se recusou a cooperar no inquérito, que veio então a ser cancelado.

## Ataque
Na noite de 29 de julho de 2022, um prédio que alojava prisioneiros de guerra ucranianos foi destruído em Molodizhne. De acordo com estimativas russas, 53 prisioneiros ucranianos morreram e 75 ficaram feridos. O governo ucraniano, contudo, disse que em torno de 40 detentos morreram e 130 restaram feridos. A maioria dos soldados mortos estava no prédio, tendo havido sido trazidos para dentro do mesmo alguns dias antes.

## Investigação
À medida que o lado russo publicava vídeos e fotos do alojamento destruído, uma análise da CNN apontou indícios de que a alegação russa, de que um foguete disparado por uma HIMARS havia causado o estrago, era falsa. O Institute for the Study of War, por sua vez, alegou que as evidências visuais do ocorrido levavam a crer que a versão do lado ucraniano era a correta, já que a explosão do prédio pouco teria a ver com aquela causada por um foguete.
No dia 4 de outubro de 2023, um relatório da ONU concluiu que os danos do prédio eram incompatíveis com aquele esperado de um HIMARS, e que "o padrão do dano estrutural parecia consistente com um projétil que viajou do leste para o oeste". Além disso, o relatório acusou a Rússia de deixar seus prisioneiros de guerra muito próximos à linha de frente, expondo-os ao risco.